# BKCP-Powerplus/2014
Deze pagina geeft een overzicht van de BKCP-Powerplus-wielerploeg in 2014.

## Algemene gegevens
Sponsors: BKCP, Powerplus
Algemeen manager: Philip Roodhooft
Ploegleider: Christoph Roodhooft
Fietsmerk: Colnago
Kleding: Craft
Kopman: Niels Albert

## Renners
| Naam                 | Geboortedatum | Nationaliteit | Ploeg 2013            | Opmerking   |
| -------------------- | ------------- | ------------- | --------------------- | ----------- |
| Niels Albert         | 05-02-1986    | België        |                       | Tot 19/05   |
| Vincent Baestaens    | 18-06-1989    | België        | Crelan-Euphony        |             |
| Wietse Bosmans       | 30-12-1991    | België        |                       |             |
| Daan Hoeyberghs      | 18-09-1994    | België        |                       |             |
| Lubomír Petruš       | 17-07-1990    | Tsjechië      |                       |             |
| Adam Ťoupalík        | 09/05/1996    | Tsjechië      | Neo                   | Vanaf 01/09 |
| Mathieu van der Poel | 19-01-1995    | Nederland     | Neo                   |             |
| David van der Poel   | 15-07-1992    | Nederland     |                       |             |
| Philipp Walsleben    | 19-11-1987    | Duitsland     |                       |             |
| Toon Wouters         | 21-11-1994    | België        | Sunweb-Napoleon Games | Vanaf 01/07 |

## Overwinningen op de weg
| Ronde van Limburg Mathieu van der Poel Ronde van de Elzas 3e etappe: Mathieu van der Poel Baltic Chain Tour 4e etappe: Mathieu van der Poel Eindklassement: Mathieu van der Poel |

Mannen: 2009 · 2010 · 2011 · 2012 · 2013 · 2014 · 2015 · 2016 · 2017 · 2018 · 2019 · 2020 · 2021 · 2022 · 2023 · 2024 · 2025
Vrouwen: 2020 · 2021 · 2022 · 2023 · 2024 · 2025